# Cereopsius whitei
Cereopsius whitei är en skalbaggsart som beskrevs av Thomson 1865. Cereopsius whitei ingår i släktet Cereopsius och familjen långhorningar. Inga underarter finns listade i Catalogue of Life.